# Jon Foo
Jonathan Patrick Foo (Londres, 30 de octubre de 1982) es un actor y artista marcial británico.

## Carrera
Practicante de las artes marciales, Foo integró el reparto de las películas Tom-Yum-Goong, Batman Begins, House of Fury, Left for Dead y Life. También ha sido doble de riesgo para otros actores en producciones de Hollywood. Logró reconocimiento al interpretar el papel de Jin Kazama en la película de acción de 2009 Tekken. Interpretó también el papel del famoso luchador ficticio Ryu en el cortometraje Street Fighter: Legacy.
En 2010 integró el reparto de la cinta Universal Soldier: Regeneration. En 2016 fue escogido para encarnar al detective Lee en la serie de televisión Rush Hour, basada en la serie fílmica homónima donde su personaje fue interpretado por el experimentado actor Jackie Chan.

## Filmografía

### Cine y televisión
| Año  | Título                          | Papel                  | Notas             |
| ---- | ------------------------------- | ---------------------- | ----------------- |
| 2004 | Left for Dead                   | Peleador callejero     |                   |
| 2004 | Life, Translated                | Brian                  |                   |
| 2004 | 10,000 Cigarettes               | Él mismo               | Documental        |
| 2005 | Tom-Yum-Goong                   | Doble                  |                   |
| 2005 | Batman Begins                   | Doble                  |                   |
| 2005 | House of Fury                   | Doble                  |                   |
| 2005 | The Myth                        | Doble                  |                   |
| 2009 | Jagoan Bouginville              | Yosia Si Reman Marsud  |                   |
| 2009 | Tekken                          | Jin Kazama             |                   |
| 2010 | Universal Soldier: Regeneration | UniSol 2               |                   |
| 2010 | Street Fighter: Legacy          | Ryu                    |                   |
| 2010 | Fireball Begins                 |                        |                   |
| 2012 | Bangkok Revenge                 | Manit                  |                   |
| 2013 | Olympus Has Fallen              | Doble                  |                   |
| 2013 | Vikingdom                       | Yang                   |                   |
| 2013 | The Chrysanthemum Throne        | Taki                   |                   |
| 2013 | Extraction                      | Mercy Callo            |                   |
| 2014 | Duality                         | Danny                  |                   |
| 2016 | WEAPONiZED                      | Victor                 |                   |
| 2016 | Rush Hour                       | Detective Jonathan Lee | Reparto principal |